# Serhij Sydorčuk
Serhij Oleksandrovyč Sydorčuk (in ucraino Сергій Олександрович Сидорчук?; Zaporižžja, 2 maggio 1991) è un calciatore ucraino, centrocampista del Westerlo e della nazionale ucraina.

## Caratteristiche tecniche
Gioca come centrocampista centrale.

## Carriera

### Club
Cresciuto nelle giovanili del Metalurh Zaporižžja, esordisce in prima squadra nel 2009 e dopo tre stagioni a Zaporižžja, il 21 dicembre 2012 viene prelevato dalla Dinamo Kiev firmando un contratto di cinque anni. L'11 agosto 2013 mette a segno il suo primo gol con la nuova maglia, nel match di campionato contro il Čornomorec'. Nel 2018 diventa il capitano della Dinamo Kiev. Il 6 ottobre 2019, in occasione della vittoria per 4-0 in campionato in casa del Kolos Kovalivka, gioca la sua 200ª partita con la maglia della Dinamo Kiev.
Il 5 settembre 2023, dopo aver giocato 327 partite con la Dinamo Kiev, Sydorčuk passa a titolo definitivo al Westerlo, nella Pro League belga.

### Nazionale
Ha giocato nelle nazionali giovanili ucraine Under-18 ed Under-19.
Esordisce in nazionale maggiore il 9 ottobre 2014, nel corso della partita valida per le qualificazioni al campionato europeo di calcio 2016 contro la Bielorussia, trovando anche il gol. Viene convocato per gli Europei 2016 in Francia.

## Statistiche

### Presenze e reti nei club
Statistiche aggiornate al 5 settembre 2023.
| Stagione                   | Squadra                    | Campionato                 | Campionato | Campionato | Coppe nazionali | Coppe nazionali | Coppe nazionali | Coppe continentali | Coppe continentali | Coppe continentali | Altre coppe | Altre coppe | Altre coppe | Totale | Totale | Totale |
| Stagione                   | Squadra                    | Comp                       | Pres       | Reti       | Comp            | Pres            | Reti            | Comp               | Pres               | Reti               | Comp        | Pres        | Reti        | Pres   | Reti   |        |
| -------------------------- | -------------------------- | -------------------------- | ---------- | ---------- | --------------- | --------------- | --------------- | ------------------ | ------------------ | ------------------ | ----------- | ----------- | ----------- | ------ | ------ | ------ |
| 2009-2010                  | Metalurh Zaporižžja        | PL                         | 7          | 0          | KU              | 1               | 0               | -                  | -                  | -                  | -           | -           | -           | 8      | 0      |        |
| 2010-2011                  | Metalurh Zaporižžja        | PL                         | 19         | 0          | KU              | 2               | 1               | -                  | -                  | -                  | -           | -           | -           | 21     | 1      |        |
| 2011-2012                  | Metalurh Zaporižžja        | PL                         | 27         | 4          | KU              | 3               | 0               | -                  | -                  | -                  | -           | -           | -           | 30     | 4      |        |
| lug.-dic. 2012             | Metalurh Zaporižžja        | PL                         | 10         | 0          | KU              | 1               | 0               | -                  | -                  | -                  | -           | -           | -           | 11     | 0      |        |
| Totale Metalurh Zaporižžja | Totale Metalurh Zaporižžja | Totale Metalurh Zaporižžja | 63         | 4          |                 | 7               | 1               |                    |                    |                    |             |             |             | 70     | 5      |        |
| mar. 2013                  | Dinamo Kiev                | PL                         | 7          | 0          | KU              | -               | -               | UEL                | -                  | -                  | -           | -           | -           | 7      | 0      |        |
| 2013-2014                  | Dinamo Kiev                | PL                         | 14         | 2          | KU              | 4               | 0               | UEL                | 4                  | 0                  | -           | -           | -           | 22     | 2      |        |
| 2014-2015                  | Dinamo Kiev                | PL                         | 22         | 3          | KU              | 6               | 0               | UEL                | 11                 | 0                  | SU          | 0           | 0           | 39     | 3      |        |
| 2015-2016                  | Dinamo Kiev                | PL                         | 19         | 1          | KU              | 3               | 0               | UCL                | 6                  | 0                  | SU          | 1           | 0           | 29     | 1      |        |
| 2016-2017                  | Dinamo Kiev                | PL                         | 27         | 4          | KU              | 4               | 0               | UCL                | 5                  | 1                  | SU          | 1           | 0           | 37     | 5      |        |
| 2017-2018                  | Dinamo Kiev                | PL                         | 10         | 0          | KU              | 0               | 0               | UCL+UEL            | 2+5                | 0+1                | SU          | 1           | 0           | 18     | 1      |        |
| 2018-2019                  | Dinamo Kiev                | PL                         | 23         | 1          | KU              | 0               | 0               | UCL+UEL            | 4+8                | 0+0                | SU          | 1           | 0           | 36     | 1      |        |
| 2019-2020                  | Dinamo Kiev                | PL                         | 25         | 1          | KU              | 3               | 1               | UCL+UEL            | 1+5                | 0+0                | SU          | 1           | 0           | 35     | 2      |        |
| 2020-2021                  | Dinamo Kiev                | PL                         | 21         | 3          | KU              | 3               | 0               | UCL+UEL            | 7+4                | 0+0                | SU          | 1           | 0           | 36     | 3      |        |
| 2021-2022                  | Dinamo Kiev                | PL                         | 15         | 2          | KU              | 1               | 0               | UCL                | 6                  | 0                  | SU          | 1           | 0           | 23     | 2      |        |
| 2022-2023                  | Dinamo Kiev                | PL                         | 27         | 0          | -               | -               | -               | UCL+UEL            | 5+6                | 0                  |             | -           | -           | 38     | 0      |        |
| lug.-ago. 2023             | Dinamo Kiev                | PL                         | 3          | 1          | KU              | -               | -               | UECL               | 4                  | 0                  |             | -           | -           | 7      | 1      |        |
| Totale Dinamo Kiev         | Totale Dinamo Kiev         | Totale Dinamo Kiev         | 213        | 18         |                 | 24              | 1               |                    | 83                 | 2                  |             | 7           | 0           | 327    | 21     |        |
| set. 2023-2024             | Westerlo                   | PL                         | 0          | 0          | CB              | 0               | 0               | -                  | -                  | -                  | -           | -           | -           | 0      | 0      |        |
| Totale carriera            | Totale carriera            | Totale carriera            | 280        | 22         |                 | 31              | 2               |                    | 83                 | 2                  |             | 7           | 0           | 397    | 25     |        |

### Cronologia presenze e reti in nazionale
| Cronologia completa delle presenze e delle reti in nazionale ― Ucraina | Cronologia completa delle presenze e delle reti in nazionale ― Ucraina | Cronologia completa delle presenze e delle reti in nazionale ― Ucraina | Cronologia completa delle presenze e delle reti in nazionale ― Ucraina | Cronologia completa delle presenze e delle reti in nazionale ― Ucraina | Cronologia completa delle presenze e delle reti in nazionale ― Ucraina | Cronologia completa delle presenze e delle reti in nazionale ― Ucraina | Cronologia completa delle presenze e delle reti in nazionale ― Ucraina |
| Data                                                                   | Città                                                                  | In casa                                                                | Risultato                                                              | Ospiti                                                                 | Competizione                                                           | Reti                                                                   | Note                                                                   |
| ---------------------------------------------------------------------- | ---------------------------------------------------------------------- | ---------------------------------------------------------------------- | ---------------------------------------------------------------------- | ---------------------------------------------------------------------- | ---------------------------------------------------------------------- | ---------------------------------------------------------------------- | ---------------------------------------------------------------------- |
| 9-10-2014                                                              | Barysaŭ                                                                | Bielorussia                                                            | 0 – 2                                                                  | Ucraina                                                                | Qual. Euro 2016                                                        | 1                                                                      | 64’                                                                    |
| 12-10-2014                                                             | Leopoli                                                                | Ucraina                                                                | 1 – 0                                                                  | Macedonia                                                              | Qual. Euro 2016                                                        | 1                                                                      | 45+1’ 90+6’                                                            |
| 15-11-2014                                                             | Lussemburgo                                                            | Lussemburgo                                                            | 0 – 3                                                                  | Ucraina                                                                | Amichevole                                                             | -                                                                      | 14’                                                                    |
| 18-11-2014                                                             | Kiev                                                                   | Ucraina                                                                | 0 – 0                                                                  | Lituania                                                               | Amichevole                                                             | -                                                                      | 77’                                                                    |
| 9-6-2015                                                               | Linz                                                                   | Georgia                                                                | 1 – 2                                                                  | Ucraina                                                                | Amichevole                                                             | -                                                                      | 46’                                                                    |
| 14-6-2015                                                              | Leopoli                                                                | Ucraina                                                                | 3 – 0                                                                  | Lussemburgo                                                            | Qual. Euro 2016                                                        | -                                                                      |                                                                        |
| 9-10-2015                                                              | Skopje                                                                 | Macedonia                                                              | 0 – 2                                                                  | Ucraina                                                                | Qual. Euro 2016                                                        | -                                                                      | 37’                                                                    |
| 14-11-2015                                                             | Leopoli                                                                | Ucraina                                                                | 2 – 0                                                                  | Slovenia                                                               | Qual. Euro 2016                                                        | -                                                                      |                                                                        |
| 17-11-2015                                                             | Maribor                                                                | Slovenia                                                               | 1 – 1                                                                  | Ucraina                                                                | Qual. Euro 2016                                                        | -                                                                      | 61’                                                                    |
| 28-3-2016                                                              | Kiev                                                                   | Ucraina                                                                | 1 – 0                                                                  | Galles                                                                 | Amichevole                                                             | -                                                                      | 59’                                                                    |
| 29-5-2016                                                              | Torino                                                                 | Romania                                                                | 3 – 4                                                                  | Ucraina                                                                | Amichevole                                                             | -                                                                      | 67’                                                                    |
| 3-6-2016                                                               | Bergamo                                                                | Albania                                                                | 1 – 3                                                                  | Ucraina                                                                | Amichevole                                                             | -                                                                      | 29’ 66’                                                                |
| 12-6-2016                                                              | Lilla                                                                  | Germania                                                               | 2 – 0                                                                  | Ucraina                                                                | Euro 2016 - 1º turno                                                   | -                                                                      |                                                                        |
| 16-6-2016                                                              | Lione                                                                  | Ucraina                                                                | 0 – 2                                                                  | Irlanda del Nord                                                       | Euro 2016 - 1º turno                                                   | -                                                                      | 65’ 75’                                                                |
| 5-9-2016                                                               | Kiev                                                                   | Ucraina                                                                | 1 – 1                                                                  | Islanda                                                                | Qual. Mondiali 2018                                                    | -                                                                      | 63’                                                                    |
| 6-10-2016                                                              | Konya                                                                  | Turchia                                                                | 2 – 2                                                                  | Ucraina                                                                | Qual. Mondiali 2018                                                    | -                                                                      | 46’                                                                    |
| 15-11-2016                                                             | Charkiv                                                                | Ucraina                                                                | 2 – 0                                                                  | Serbia                                                                 | Amichevole                                                             | -                                                                      | 46’                                                                    |
| 24-3-2017                                                              | Zagabria                                                               | Croazia                                                                | 1 – 0                                                                  | Ucraina                                                                | Qual. Mondiali 2018                                                    | -                                                                      | 77’                                                                    |
| 6-6-2017                                                               | Graz                                                                   | Ucraina                                                                | 0 – 1                                                                  | Malta                                                                  | Amichevole                                                             | -                                                                      | 46’                                                                    |
| 6-10-2017                                                              | Scutari                                                                | Kosovo                                                                 | 0 – 2                                                                  | Ucraina                                                                | Qual. Mondiali 2018                                                    | -                                                                      |                                                                        |
| 9-10-2017                                                              | Kiev                                                                   | Ucraina                                                                | 0 – 2                                                                  | Croazia                                                                | Qual. Mondiali 2018                                                    | -                                                                      | 69’                                                                    |
| 31-5-2018                                                              | Ginevra                                                                | Marocco                                                                | 0 – 0                                                                  | Ucraina                                                                | Amichevole                                                             | -                                                                      | 76’                                                                    |
| 3-6-2018                                                               | Zurigo                                                                 | Albania                                                                | 1 – 4                                                                  | Ucraina                                                                | Amichevole                                                             | -                                                                      | 71’                                                                    |
| 9-9-2018                                                               | Kiev                                                                   | Ucraina                                                                | 1 – 0                                                                  | Slovacchia                                                             | UEFA Nations League 2018-2019 - 1º turno                               | -                                                                      | 86’ 90+4’                                                              |
| 10-10-2018                                                             | Genova                                                                 | Italia                                                                 | 1 – 1                                                                  | Ucraina                                                                | Amichevole                                                             | -                                                                      | 56’                                                                    |
| 11-10-2019                                                             | Kharkiv                                                                | Ucraina                                                                | 2 – 0                                                                  | Lituania                                                               | Qual. Euro 2020                                                        | -                                                                      | 73’                                                                    |
| 14-11-2019                                                             | Zaporižžja                                                             | Ucraina                                                                | 1 – 0                                                                  | Estonia                                                                | Amichevole                                                             | -                                                                      | 46’                                                                    |
| 17-11-2019                                                             | Belgrado                                                               | Serbia                                                                 | 2 – 2                                                                  | Ucraina                                                                | Qual. Euro 2020                                                        | -                                                                      |                                                                        |
| 6-9-2020                                                               | Madrid                                                                 | Spagna                                                                 | 4 – 0                                                                  | Ucraina                                                                | UEFA Nations League 2020-2021 - 1º turno                               | -                                                                      | 63’                                                                    |
| 10-10-2020                                                             | Kiev                                                                   | Ucraina                                                                | 1 – 2                                                                  | Germania                                                               | UEFA Nations League 2020-2021 - 1º turno                               | -                                                                      | 84’                                                                    |
| 13-10-2020                                                             | Kiev                                                                   | Ucraina                                                                | 1 – 0                                                                  | Spagna                                                                 | UEFA Nations League 2020-2021 - 1º turno                               | -                                                                      | 60’                                                                    |
| 11-11-2020                                                             | Chorzów                                                                | Polonia                                                                | 2 – 0                                                                  | Ucraina                                                                | Amichevole                                                             | -                                                                      | 76’                                                                    |
| 24-3-2021                                                              | Saint-Denis                                                            | Francia                                                                | 1 – 1                                                                  | Ucraina                                                                | Qual. Mondiali 2022                                                    | 1                                                                      | 79’                                                                    |
| 31-3-2021                                                              | Kiev                                                                   | Ucraina                                                                | 1 – 1                                                                  | Kazakistan                                                             | Qual. Mondiali 2022                                                    | -                                                                      | 67’                                                                    |
| 23-5-2021                                                              | Charkiv                                                                | Ucraina                                                                | 1 – 1                                                                  | Bahrein                                                                | Amichevole                                                             | -                                                                      | 63’ 90+3’                                                              |
| 3-6-2021                                                               | Dnipro                                                                 | Ucraina                                                                | 1 – 0                                                                  | Irlanda del Nord                                                       | Amichevole                                                             | -                                                                      | 76’                                                                    |
| 13-6-2021                                                              | Amsterdam                                                              | Paesi Bassi                                                            | 3 – 2                                                                  | Ucraina                                                                | Euro 2020 - 1º turno                                                   | -                                                                      | 90+3’                                                                  |
| 17-6-2021                                                              | Bucarest                                                               | Ucraina                                                                | 2 – 1                                                                  | Macedonia del Nord                                                     | Euro 2020 - 1º turno                                                   | -                                                                      | 78’                                                                    |
| 21-6-2021                                                              | Bucarest                                                               | Ucraina                                                                | 0 – 1                                                                  | Austria                                                                | Euro 2020 - 1º turno                                                   | -                                                                      |                                                                        |
| 29-6-2021                                                              | Glasgow                                                                | Svezia                                                                 | 1 – 2 dts                                                              | Ucraina                                                                | Euro 2020 - Ottavi di finale                                           | -                                                                      | 118’                                                                   |
| 3-7-2021                                                               | Roma                                                                   | Ucraina                                                                | 0 – 4                                                                  | Inghilterra                                                            | Euro 2020 - Quarti di finale                                           | -                                                                      | 64’                                                                    |
| 1-9-2021                                                               | Nur-Sultan                                                             | Kazakistan                                                             | 2 – 2                                                                  | Ucraina                                                                | Qual. Mondiali 2022                                                    | -                                                                      | 77’                                                                    |
| 4-9-2021                                                               | Kiev                                                                   | Ucraina                                                                | 1 – 1                                                                  | Francia                                                                | Qual. Mondiali 2022                                                    | -                                                                      | 90’                                                                    |
| 9-10-2021                                                              | Helsinki                                                               | Finlandia                                                              | 1 – 2                                                                  | Ucraina                                                                | Qual. Mondiali 2022                                                    | -                                                                      | 77’                                                                    |
| 12-10-2021                                                             | Leopoli                                                                | Ucraina                                                                | 1 – 1                                                                  | Bosnia ed Erzegovina                                                   | Qual. Mondiali 2022                                                    | -                                                                      | 72’                                                                    |
| 11-11-2021                                                             | Odessa                                                                 | Ucraina                                                                | 1 – 1                                                                  | Bulgaria                                                               | Amichevole                                                             | -                                                                      | 46’                                                                    |
| 16-11-2021                                                             | Zenica                                                                 | Bosnia ed Erzegovina                                                   | 0 – 2                                                                  | Ucraina                                                                | Qual. Mondiali 2022                                                    | -                                                                      | 81’                                                                    |
| 1-6-2022                                                               | Glasgow                                                                | Scozia                                                                 | 1 – 3                                                                  | Ucraina                                                                | Qual. Mondiali 2022                                                    | -                                                                      | 90+3’                                                                  |
| 5-6-2022                                                               | Cardiff                                                                | Galles                                                                 | 1 – 0                                                                  | Ucraina                                                                | Qual. Mondiali 2022                                                    | -                                                                      | 70’                                                                    |
| 8-6-2022                                                               | Dublino                                                                | Irlanda                                                                | 0 – 1                                                                  | Ucraina                                                                | UEFA Nations League 2022-2023 - 1º turno                               | -                                                                      | cap. 87’                                                               |
| 11-6-2022                                                              | Łódź                                                                   | Ucraina                                                                | 3 – 0                                                                  | Armenia                                                                | UEFA Nations League 2022-2023 - 1º turno                               | -                                                                      | 84’                                                                    |
| 14-6-2022                                                              | Łódź                                                                   | Ucraina                                                                | 1 – 1                                                                  | Irlanda                                                                | UEFA Nations League 2022-2023 - 1º turno                               | -                                                                      |                                                                        |
| 21-9-2022                                                              | Glasgow                                                                | Scozia                                                                 | 3 – 0                                                                  | Ucraina                                                                | UEFA Nations League 2022-2023 - 1º turno                               | -                                                                      | 46’ 83’                                                                |
| 24-9-2022                                                              | Erevan                                                                 | Armenia                                                                | 0 – 5                                                                  | Ucraina                                                                | UEFA Nations League 2022-2023 - 1º turno                               | -                                                                      | cap. 30’ 46’                                                           |
| 16-6-2023                                                              | Skopje                                                                 | Macedonia del Nord                                                     | 2 – 3                                                                  | Ucraina                                                                | Qual. Euro 2024                                                        | -                                                                      | 90’                                                                    |
| 19-6-2023                                                              | Trnava                                                                 | Ucraina                                                                | 1 – 0                                                                  | Malta                                                                  | Qual. Euro 2024                                                        | -                                                                      | 81’                                                                    |
| 9-9-2023                                                               | Breslavia                                                              | Ucraina                                                                | 1 – 1                                                                  | Inghilterra                                                            | Qual. Euro 2024                                                        | -                                                                      | 65’                                                                    |
| 12-9-2023                                                              | Milano                                                                 | Italia                                                                 | 2 – 1                                                                  | Ucraina                                                                | Qual. Euro 2024                                                        | -                                                                      | 84’                                                                    |
| 14-10-2023                                                             | Praga                                                                  | Ucraina                                                                | 2 – 0                                                                  | Macedonia del Nord                                                     | Qual. Euro 2024                                                        | -                                                                      | 76’                                                                    |
| 17-10-2023                                                             | Ta' Qali                                                               | Malta                                                                  | 1 – 3                                                                  | Ucraina                                                                | Qual. Euro 2024                                                        | -                                                                      |                                                                        |
| 7-6-2024                                                               | Varsavia                                                               | Polonia                                                                | 3 – 1                                                                  | Ucraina                                                                | Amichevole                                                             | -                                                                      |                                                                        |
| 21-6-2024                                                              | Düsseldorf                                                             | Slovacchia                                                             | 1 – 2                                                                  | Ucraina                                                                | Euro 2024 - 1º turno                                                   | -                                                                      | 85’                                                                    |
| Totale                                                                 |                                                                        | Presenze                                                               | 62                                                                     |                                                                        | Reti                                                                   | 3                                                                      |                                                                        |

## Palmarès

### Club

#### Competizioni nazionali
- Campionato ucraino: 3

Dinamo Kiev: 2014-2015, 2015-2016, 2020-2021
- Coppa d'Ucraina: 4

Dinamo Kiev: 2013-2014, 2014-2015, 2019-2020, 2020-2021
- Supercoppa d'Ucraina: 4

Dinamo Kiev: 2016, 2018, 2019, 2020